# Helina japonica
Helina japonica är en tvåvingeart som beskrevs av Zhang och Hiromu Kurahashi 2000. Helina japonica ingår i släktet Helina och familjen husflugor. Inga underarter finns listade i Catalogue of Life.